# 大沼池
大沼池（おおぬまいけ）は、長野県下高井郡山ノ内町の志賀高原にある湖。エメラルドグリーン色の湖水と大蛇の伝説（黒姫伝説）で知られ、周囲の四十八池などの池や湿原と合わせて、志賀高原を象徴する特異な景観を有しているとされる。上信越高原国立公園特別保護地区。志賀高原ユネスコエコパーク。信州の高原・湖沼百選。

## 概要
志賀山（2,035m）の山麓、標高1,694mに位置する水深26.2m、周囲5kmの湖である。志賀山から噴出した溶岩によって川がせき止められたことで形成された。志賀高原で最大の広さを持つ湖。
湖水はpH4.4という強い酸性であるため、魚類は生息しない。透明度13.5mであり、これは日本の湖沼の中で6番目、本州に限れば青森県の赤沼に次ぐ。
山ノ内町を流れる横湯川の源流であり、横湯川は信濃川水系の一級河川である夜間瀬川の支流。
湖のほとりには、志賀高原の守り神である大沼池の大蛇を祀った大蛇神社の鳥居があり、毎年8月には大沼池の大蛇伝説に基づいた志賀高原大蛇祭りが開催される。また、志賀高原のふもとにある横湯山温泉寺（山ノ内町）には、帰依した大沼池の大蛇が修行を積み、その感謝の印として歴代住職の無縫塔として磨いた石を川に流した、との伝承が残る。
かつて大沼池東側のほとりにあるレストハウス「エメラルド大沼」では飲食販売をしていたが、現在は営業していない。
大沼池北の「池尻」まで未舗装道路が整備されているが、一部の関係者専用であるため、一般客の移動手段は徒歩に限られる。

## 歴史

### 利水開発の歴史

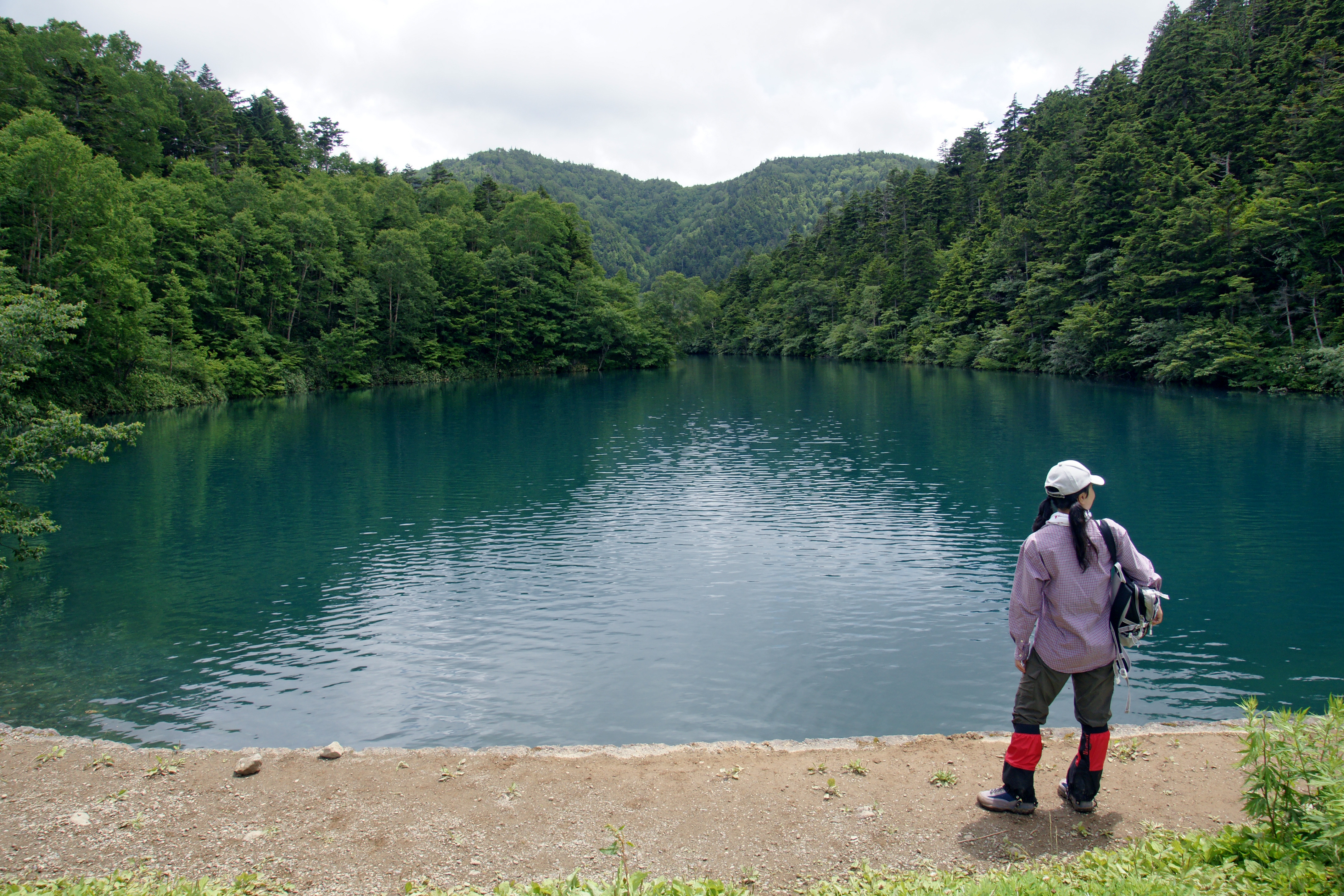
大沼池（池尻より）

大沼池は江戸時代に灌漑用水の水源として池尻に堰堤が築かれ、貯水量が増大している。寛政以降に畑から水田への転換（畑田成）を図っていた沓野村が主体となり、文化13年6月に築堤工事を着工。沓野村は当初、清水沢の湧水を水源とすることを考えていたが、八ヶ郷を始めとする下流域の村々からの反対を受け、大沼池の嵩上げを計画した。中野村名主に申し入れ、松代藩の許可を受けて始まった工事であったが、八ヶ郷側との意思疎通が十分でなかったことから水論に発展。中野村年寄らが調停に入り、沓野村と八ヶ郷との間で協定が結ばれた。文政11年6月30日、大沼池堰堤決壊事故が発生。沓野村は下流域からの猛抗議を受け責任と補償を約束し、翌年から堰堤修理工事に着工、天保5年（1834年）3月に完成した。本工事の責任者となった人物が、吉田忠右衛門である。
1920年（大正9年）から1929年（昭和4年）にかけて大沼池の改修工事が行われ、コンクリート製の導水路の敷設、スルースゲート樋閘の設置、一ノ釜から三ノ釜にかけての隧導開削などが実施された。1924年（大正13年）、大沼池堰堤上に吉田忠右衛門の顕彰碑「追頌 吉田桜山翁碑」が建立された。

## アクセス
- 長電バス奥志賀高原線「大沼池入口」から「池尻」まで徒歩60分、「エメラルド大沼」まで80分
- 長電バス白根火山線「ほたる温泉」から前山サマーリフト経由で「エメラルド大沼」まで徒歩110分

## 周辺
- 黒姫池
- 四十八池湿原
- 渋池
- 志賀山
- 寺子屋山
- 赤石山
- 鉢山
- 池めぐりコース（遊歩道） - 志賀高原を代表するトレッキングコースで大沼池を経由する[10]。
- 清水名水公園 - 長電バス「大沼池入口」停留所そばに位置し、園内の湧水は信州の名水50選に選定[11]。

## 参考画像

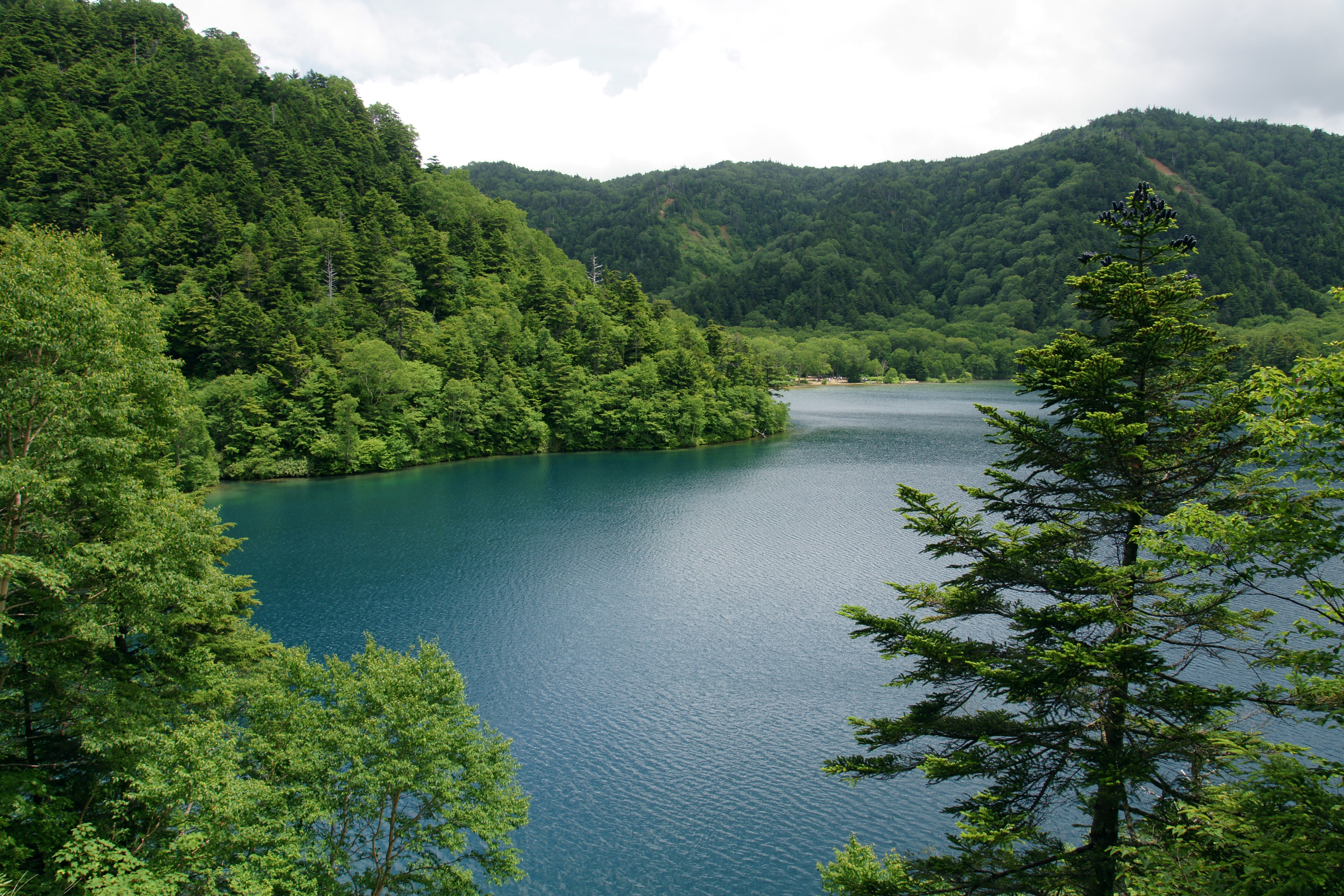
西側より
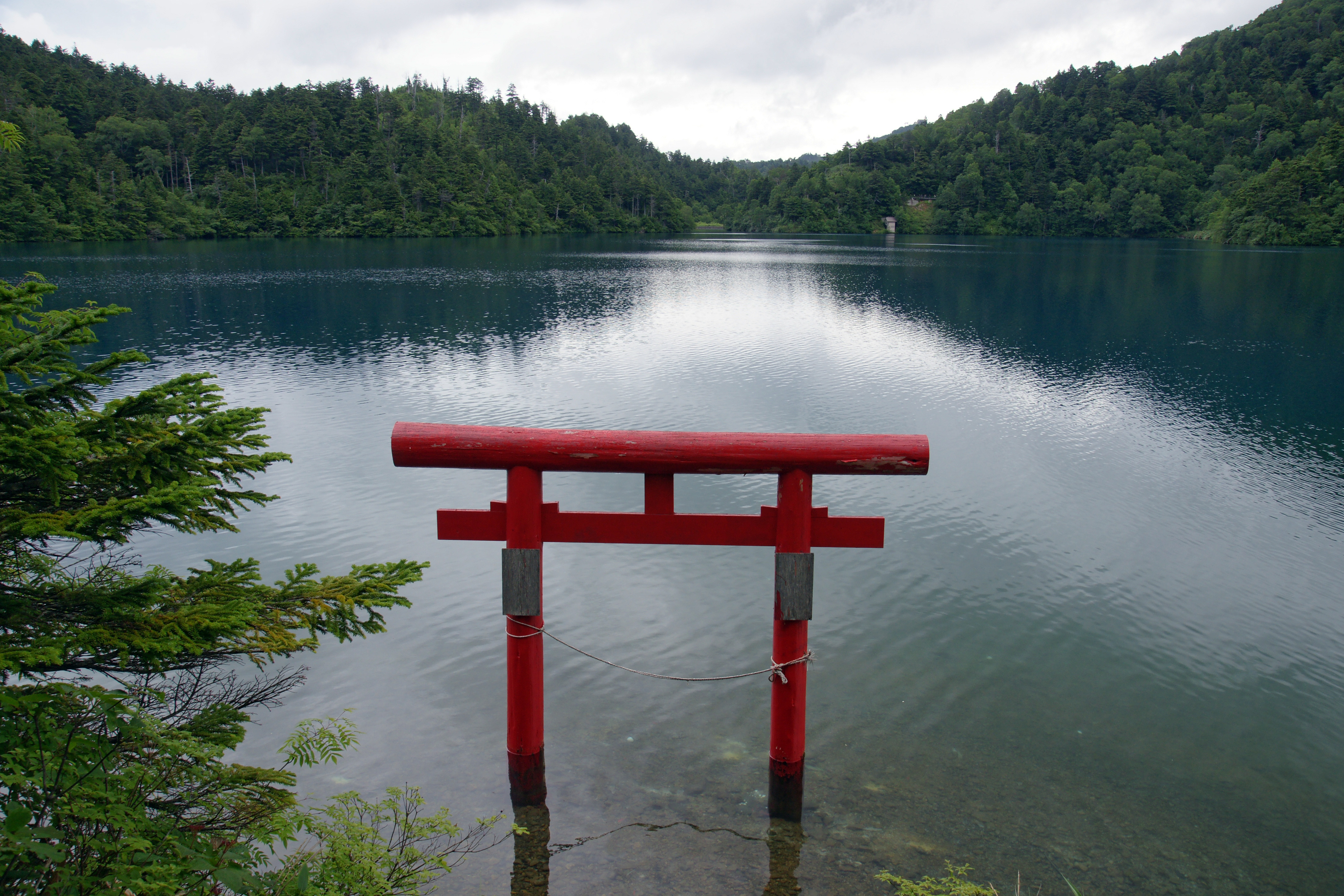
大蛇神社の鳥居
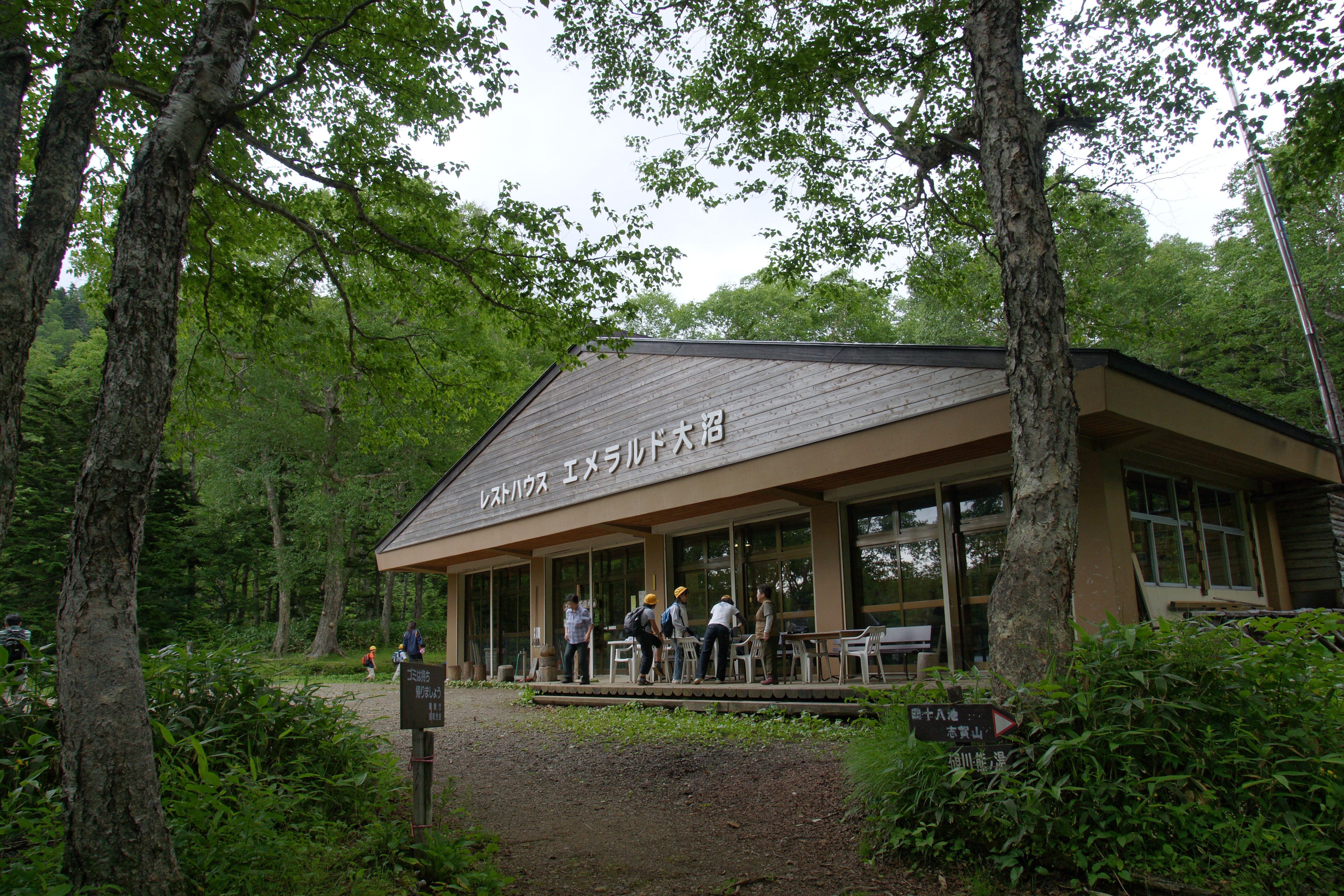
レストハウス エメラルド大沼（2009年）